# Кларк (округ, Огайо)
Округ Кларк (англ. Clark County) располагается в США, штате Огайо. По состоянию на 2010 год, численность населения составляла 138 333 человек. Был основан 1 марта 1818 года, получил своё название в честь американского генерала Джорджа Роджерса Кларка.

## География
По данным Бюро переписи США, общая площадь округа равняется 1 043 км², из которых 1 036 км² суша и 44 км² или 1,25 % это водоёмы.

### Соседние округа
- Шампейн (Огайо) — север
- Мадисон (Огайо) — восток
- Грин (Огайо) — юг
- Монтгомери (Огайо) — юго-запад
- Майами (Огайо) — запад

## Демография
По данным переписи населения 2000 года в округе проживает 144 742 жителей в составе 56 648 домашних хозяйств и 39 370 семей. Плотность населения составляет 140 человек на км². На территории округа насчитывается 61 056 жилых строений, при плотности застройки 59 строений на км². Расовый состав населения: белые — 88,12 %, афроамериканцы — 8,95 %, коренные американцы (индейцы) — 0,28 %, азиаты — 0,53 %, гавайцы — 0,02 %, представители других рас — 0,53 %, представители двух или более рас — 1,58 %. Испаноязычные составляли 1,17 % населения независимо от расы .
В составе 31,40 % из общего числа домашних хозяйств проживают дети в возрасте до 18 лет, 52,60 % домашних хозяйств представляют собой супружеские пары проживающие вместе, 12,80 % домашних хозяйств представляют собой одиноких женщин без супруга, 30,50 % домашних хозяйств не имеют отношения к семьям, 26,00 % домашних хозяйств состоят из одного человека, 11,10 % домашних хозяйств состоят из престарелых (65 лет и старше), проживающих в одиночестве. Средний размер домашнего хозяйства составляет 2,49 человека, и средний размер семьи 2,97 человека.
Возрастной состав округа: 25,10 % моложе 18 лет, 9,10 % от 18 до 24, 26,80 % от 25 до 44, 24,30 % от 45 до 64 и 14,70 % от 65 и старше. Средний возраст жителя округа 38 лет. На каждые 100 женщин приходится 92,50 мужчин. На каждые 100 женщин старше 18 лет приходится 88,60 мужчин.
Средний доход на домохозяйство в округе составлял 40 340 USD, на семью — 48 259 USD. Среднестатистический заработок мужчины был 37 157 USD против 24 688 USD для женщины. Доход на душу населения был 19 501 USD. Около 7,90 % семей и 10,70 % общего населения находились ниже черты бедности, в том числе — 14,90 % молодежи (тех кому ещё не исполнилось 18 лет) и 8,20 % тех кому было уже больше 65 лет.